# Швајцарски франак
Швајцарски франак (CHF) је валута и средство плаћања у Швајцарској и Лихтенштајну. Такође се користи у италијанској енклави Кампионе, унутар Швајцарске.
Новац издаје Национална банка Швајцарске а за производњу је задужена државна ковница Свисминт. Инфлација у Швајцарској током 2010. је износила 0,7%. Франак се дели на 100 подјединица.
На новчаницама и кованицама се штампа име валуте у свим званичним језицима: Franken и Rappen (немачки), franc и centime (француски и реторомански), и franco и centesimo (италијански). Међународни ISO 4217 код је CHF односно 756, а поред њега у локалној употреби су SFr. и ређе SwF.
Садашњи франак је уведен 1850. као једнаковредан француском франку када је заменио разне кантонске валуте.
Француска, Белгија, Италија и Швајцарска су 1885. формирале Латинску Монетарну Унију када је уговорена заједничка вредност валута од 4.5 грама сребра. Унија је расформирана 1927. али је Швајцарски франак одржао ову вредност све до 1967. Од средине 2003. франак се на курсној листи креће једнако са евром те су и падови и скокови у односу на амерички долар уједначени. Франак се води као једна од најсигурнијих валута. Био је девалвиран само једном, 1936, када је изгубио 30% вредности.
Папирне новчанице се издају у апоенима од 10, 20, 50, 100, 200 и 1000 франака а ковани новац у апоенима од 1(ретко), 5, 10 и 20 центима као и 1/2, 1, 2 и 5 франака.